# David Wineland
David Jeffrey Wineland (ur. 24 lutego 1944 w Milwaukee) – amerykański fizyk, laureat Nagrody Nobla w dziedzinie fizyki.

## Życiorys
W 1965 otrzymał stopień Bachelor of Arts Uniwersytetu Kalifornijskiego w Berkeley. Doktorat z fizyki uzyskał w 1970 roku na Uniwersytecie Harvarda. Pracował na University of Washington, a od 1975 roku w National Institute of Standards and Technology.
W 2007 roku otrzymał amerykański National Medal of Science w dziedzinie nauk inżynieryjnych.
W 2012 roku został – wraz z Serge’em Haroche’em – uhonorowany Nagrodą Nobla w dziedzinie fizyki za przełomowe metody eksperymentalne, pozwalające na pomiary układów kwantowych i manipulowanie nimi.